# Mutsuki (lớp tàu khu trục)
Lớp tàu khu trục Mutsuki (tiếng Nhật:睦月型駆逐艦 - Mutsukigata kuchikukan) là một lớp bao gồm mười hai tàu khu trục hạng nhất của Hải quân Đế quốc Nhật Bản được chế tạo trong thập niên 1920. Tất cả đều được đặt những cái tên thi ca truyền thống mô tả các tháng của năm âm lịch hay các tuần trăng. Một số tác giả đã xem các lớp tàu khu trục Kamikaze và Mutsuki như là sự mở rộng của lớp Minekaze. Tất cả chúng đều đã tham gia Chiến tranh Thế giới thứ hai, và không có chiếc nào sống sót qua cuộc chiến này.

## Bối cảnh
Cùng với việc ra đời của Hiệp ước Hải quân Washington giới hạn số lượng và kích cỡ của các tàu chiến chủ lực, Hải quân Nhật bắt đầu nhấn mạnh đến số lượng và hỏa lực của hạm đội tàu khu trục của họ như là phương các đối phó cái được cho là mối đe dọa ngày càng gia tăng từ phía Hải quân Hoa Kỳ. Lớp tàu khu trục Mutsuki là một phiên bản nối tiếp và cải biến dựa trên lớp tàu khu trục Kamikaze và được đặt hàng trong năm tài chính 1923.
Cùng với các lớp Minekaze và Kamikaze, lớp Mutsuki hình thành nên xương sống của đội hình tàu khu trục Nhật Bản trong suốt những năm 1920 và 1930. Trong khi các lớp Minekaze và Kamikaze được rút khỏi các hoạt động tác chiến ở tuyến đầu do được xem là đã lạc hậu, để được giao những nhiệm vụ thứ yếu vào cuối những năm 1930, lớp Mutsuki vẫn được giữ lại như những tàu khu trục hàng đầu nhờ tầm xa hoạt động và kiểu ngư lôi mạnh mẽ mà chúng được trang bị.

## Thiết kế
Lớp tàu khu trục Mutsuki dựa trên cùng một căn bản về thiết kế lườn của lớp Kamikaze trước đó, ngoại trừ một cấu hình mũi tàu được uốn cong kép, một đặc tính sẽ trở thành tiêu chuẩn cho mọi tàu khu trục Nhật Bản sau này.
Lớp Mutsuki là những chiếc đầu tiên được trang bị kiểu ngư lôi 610 mm (24 inch) mới được phát triển, với tầm hoạt động xa hơn và đầu đạn lớn hơn so với tất cả các kiểu ngư lôi Nhật Bản đang có. Nguyên thủy, ngư lôi Kiểu 8 được trang bị với hai ống phóng ba nòng; rồi sau đó chúng được thay thế bằng kiểu ngư lôi nổi tiếng vận hành bằng oxy ngư lôi Kiểu 93 "Long Lance" trong giai đoạn Thế Chiến II.
Vào tháng 9 năm 1935, nhiều tàu chiến hải quân bị hư hại nặng bởi một cơn bão trong khi đang huấn luyện thực tập, bao gồm một số chiếc thuộc lớp tàu khu trục Mutsuki, gây một số tấm thép vỏ tàu bị uốn cong và cầu tàu bị hư hại. Trong những năm 1936-1937 lớp Mutsuki được tái trang bị với một cầu tàu được gia cố và gọn gàng hơn cùng thiết kế lại những tấm che kín nước cho các bệ phóng ngư lôi, cho phép sử dụng chúng trong mọi thời thiết, và do đó kéo dài tuổi thọ hữu ích của lớp tàu này.
Trong giai đoạn 1941-1942, lớp tàu khu trục Mutsuki được tái trang bị khi dàn pháo chính 120 mm (4,7 inch)/45 caliber được giảm xuống hai khẩu, và bổ sung thêm mười pháo phòng không 25 mm Kiểu 96. Các thiết bị quét mìn và thả mìn được tháo dỡ, thay thế bằng bốn bộ phóng mìn sâu với 36 quả mìn.
Vào tháng 6 năm 1944, những chiếc cp̀n sống sót lại được tái trang bị, khi số lượng pháo phòng không 25 mm Kiểu 96 được tăng lên 20, và bổ sung thêm năm pháo phòng không 13 mm Kiểu 93.

## Lịch sử hoạt động

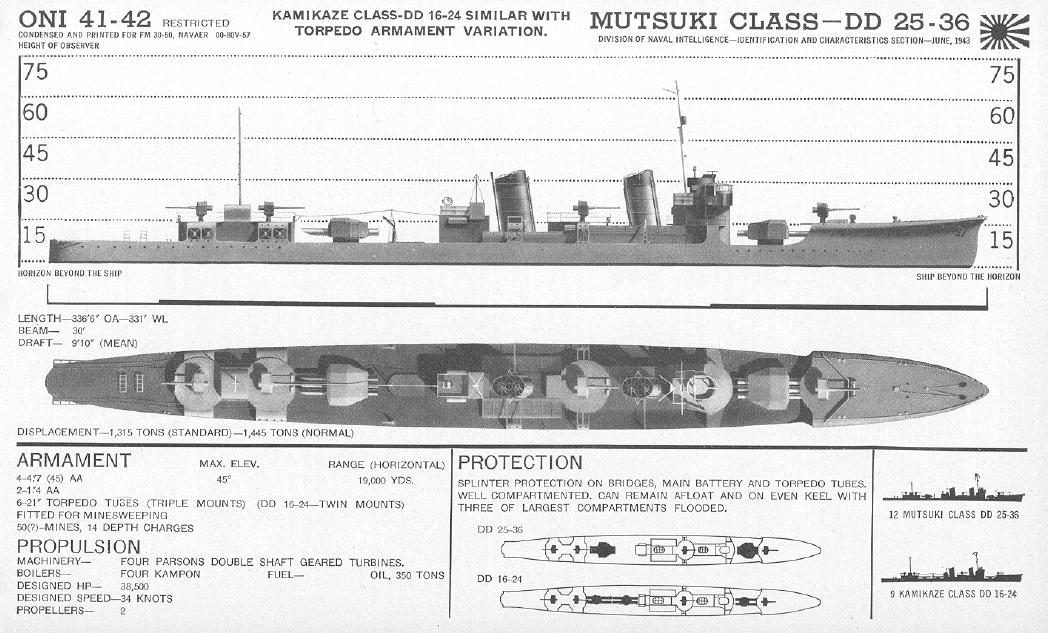
Hình ảnh về lớp tàu khu trục Mutsuki theo Văn phòng Tình báo Hải quân Hoa Kỳ

Những chiếc trong lớp Mutsuki đã hình thành nên các hải đội khu trục 5 và 6. Những chiếc Mutsuki và Kisaragi đã tham gia Trận đảo Wake vào lúc mở màn chiến tranh Thái Bình Dương, trong đó Kisaragi bị mất trong một cuộc không kích trên đường rút lui. Mười một chiếc còn lại tham gia cuộc chiếm đóng Philippines và Đông Ấn thuộc Hà Lan. Trong Chiến dịch quần đảo Solomon những chiếc tàu khu trục phải trải qua những hoàn cảnh nguy hiểm như những tàu vận tải nhanh trong các nhiệm vụ "Tốc hành Tokyo" nhằm tăng viện cho các đơn vị đồn trú trên các đảo trong khu vực. Mutsuki, Nagatsuki, Kikuzuki, Mikazuki và Mochizuki bị mất do không kích trong nhiều trận đánh khác nhau tại quần đảo Solomon.
Những chiếc còn sống sót đã tham gia Chiến dịch New Guinea, hầu hết trong vai trò vận chuyển "Tốc hành Tokyo". Yayoi bị mất trong một cuộc không kích ngoài khơi New Guinea và Fumizuki trong Chiến dịch Hailstone tại Truk. Vào giai đoạn cuối cùng của cuộc chiến tranh, Uzuki bị mất trong cuộc tấn công bởi PT-boat Mỹ, Satsuki và Yūzuki bị mất bởi bởi không kích, và Minazuki cùng chung số phận bởi ngư lôi của tàu ngầm tại Philippines.
Không có tàu khu trục nào thuộc lớp Mutsuki còn sống sót qua cuộc chiến tranh.

## Những chiếc trong lớp
| Tàu                     | Đặt lườn             | Hạ thủy              | Hoạt động            | Số phận                                                                   |
| Mutsuki (睦月) DD-19    | 21 tháng 5 năm 1924  | 23 tháng 7 năm 1925  | 25 tháng 3 năm 1926  | Bị không kích đánh chìm tại quần đảo Solomon Islands, 25 tháng 8 năm 1942 |
| Kisaragi (如月) DD-21   | 3 tháng 6 năm 1924   | 5 tháng 6 năm 1925   | 21 tháng 12 năm 1925 | Bị không kích đánh chìm ngoài khơi đảo Wake, 11 tháng 12 năm 1941         |
| Yayoi (彌生) DD-23      | 11 tháng 1 năm 1924  | 11 tháng 7 năm 1925  | 28 tháng 8 năm 1926  | Bị không kích đánh chìm tại quần đảo Solomon Islands, 11 tháng 9 năm 1942 |
| Uzuki (卯月) DD-25      | 11 tháng 1 năm 1924  | 15 tháng 10 năm 1925 | 14 tháng 9 năm 1926  | Bị đánh chìm tại vịnh Ormoc, 12 tháng 12 năm 1944                         |
| Satsuki (皐月) DD-27    | 1 tháng 12 năm 1924  | 25 tháng 3 năm 1925  | 15 tháng 11 năm 1925 | Bị không kích đánh chìm trong vịnh Manila, 21 tháng 9 năm 1944            |
| Minazuki (水無月) DD-28 | 24 tháng 3 năm 1924  | 25 tháng 3 năm 1926  | 22 tháng 3 năm 1927  | Bị ngư lôi đánh chìm trong biển Celebes, 6 tháng 6 năm 1944               |
| Fumizuki (文月) DD-29   | 20 tháng 10 năm 1924 | 16 tháng 2 năm 1926  | 3 tháng 7 năm 1926   | Bị không kích đánh chìm tại Truk, 18 tháng 2 năm 1944                     |
| Nagatsuki (長月) DD-30  | 16 tháng 4 năm 1925  | 6 tháng 10 năm 1926  | 30 tháng 4 năm 1927  | Bị đánh đắm tại quần đảo Solomon, 6 tháng 7 năm 1943                      |
| Kikuzuki (菊月) DD-31   | 15 tháng 6 năm 1925  | 15 tháng 5 năm 1926  | 20 tháng 11 năm 1926 | Bị không kích đánh chìm tại Tulagi, 4 tháng 5 năm 1942                    |
| Mikazuki (三日月) DD-32 | 21 tháng 8 năm 1925  | 12 tháng 7 năm 1926  | 5 tháng 5 năm 1927   | Bị không kích đánh chìm tại mũi Gloucester, 29 tháng 7 năm 1943           |
| Mochizuki (望月) DD-33  | 23 tháng 3 năm 1926  | 28 tháng 4 năm 1927  | 31 tháng 10 năm 1927 | Bị không kích đánh chìm tại quần đảo Solomon, 24 tháng 10 năm 1943        |
| Yūzuki (夕月) DD-34     | 27 tháng 11 năm 1926 | 4 tháng 3 năm 1927   | 25 tháng 7 năm 1927  | Bị không kích đánh chìm tại Cebu, 12 tháng 12 năm 1944                    |

### Lịch sử tên gọi
Hải quân Đế quốc Nhật Bản thoạt tiên có kế hoạch chỉ đánh số cho những chiếc trong lớp Mutsuki do số lượng lớn tàu chiến mà Hải quân Nhật dự định chế tạo trong Chương trình Kế hoạch Hạm đội 8-8. Điều này tỏ ra rất không quen thuộc đối với thủy thủ đoàn, và là nguồn gốc của sự nhầm lẫn thường xuyên trong liên lạc. Đến tháng 8 năm 1928, chúng lại được đặt tên như cách thông thường.
| Tên đặt khi hoàn tất | Phiên âm             | Nghĩa              | Đổi tên 1 tháng 8 năm 1928 |
| 第十九号駆逐艦       | Dai-19-Gō Kuchikukan | Tàu khu trục số 19 | Mutsuki (睦月)             |
| 第二十一号駆逐艦     | Dai-21-Gō Kuchikukan | Tàu khu trục số 21 | Kisaragi (如月)            |
| 第二十三号駆逐艦     | Dai-23-Gō Kuchikukan | Tàu khu trục số 23 | Yayoi (彌生)               |
| 第二十五号駆逐艦     | Dai-25-Gō Kuchikukan | Tàu khu trục số 25 | Uzuki (卯月)               |
| 第二十七号駆逐艦     | Dai-27-Gō Kuchikukan | Tàu khu trục số 27 | Satsuki (皐月)             |
| 第二十八号駆逐艦     | Dai-28-Gō Kuchikukan | Tàu khu trục số 28 | Minatsuki (水無月)         |
| 第二十九号駆逐艦     | Dai-29-Gō Kuchikukan | Tàu khu trục số 29 | Fumizuki (文月)            |
| 第三十号駆逐艦       | Dai-30-Gō Kuchikukan | Tàu khu trục số 30 | Nagatsuki (長月)           |
| 第三十一号駆逐艦     | Dai-31-Gō Kuchikukan | Tàu khu trục số 31 | Kikuzuki (菊月)            |
| 第三十二号駆逐艦     | Dai-32-Gō Kuchikukan | Tàu khu trục số 32 | Mikazuki (三日月)          |
| 第三十三号駆逐艦     | Dai-33-Gō Kuchikukan | Tàu khu trục số 33 | Mochizuki (望月)           |
| 第三十四号駆逐艦     | Dai-34-Gō Kuchikukan | Tàu khu trục số 34 | Yūzuki (夕月)              |